# وسام سوفوروف
وسام سوفوروف هو وسام عسكري في روسيا الاتحادية، سمي باسم ألكسندر سوفوروف، القائد العسكري الروسي. يعود تاريخه إلى العهد السوفيتي، حيث أقرته رئاسة مجلس السوفيت الأعلى في 28 يناير 1942، خلال الحرب العالمية الثانية. ويحصل على الوسام القادة العسكريون للقيادة الاستثنائية خلال العمليات. وقد قُسم في ذلك الحين إلى ثلاث درجات، الدرجة الأولى والثانية والثالثة. المارشال السوفيتي جيورجي چوكوف كان أول من يُكرم بهذا الوسام بدرجتيه الأولى والثانية وذلك في 28 يناير 1943.

## استشهادات
1. ↑  "Decree of the Presidium of the Supreme Soviet of the USSR of July 7, 1942" (بالروسية). Legal Library of the USSR. 29 Jul 1942. Archived from the original on 2019-03-13. Retrieved 2012-03-26.